# Ceratocanthus eberti
Ceratocanthus eberti är en skalbaggsart som beskrevs av Renaud Maurice Adrien Paulian 1982. Ceratocanthus eberti ingår i släktet Ceratocanthus och familjen Hybosoridae. Inga underarter finns listade i Catalogue of Life.